# Libavá
Libavá este o arie protejată (arie de protecție specială avifaunistică — SPA) din Republica Cehă întinsă pe o suprafață de 32.723,82 ha, integral pe uscat.

## Localizare
Centrul sitului Libavá este situat la coordonatele 49°39′47″N 17°32′50″E / 49.663056°N 17.547222°E.

## Înființare
Situl Libavá a fost declarat arie de protecție specială avifaunistică în octombrie 2004 pentru a proteja 1 specie de animale.

## Biodiversitate
Situată în ecoregiunea continentală, aria protejată nu include niciun habitat protejat.
La baza desemnării sitului se află o specie protejată de  păsări: cristeiul de câmp (Crex crex).